# 3829 Gunma
3829 Gunma è un asteroide della fascia principale del diametro medio di circa 24,33 km. Scoperto nel 1988, presenta un'orbita caratterizzata da un semiasse maggiore pari a 2,7887276 UA e da un'eccentricità di 0,1618954, inclinata di 7,52994° rispetto all'eclittica.